# El Ariye
El Ariye es una comuna o municipio del departamento de Ouad Naga, en la región de Trarza, en Mauritania. En marzo de 2013 presentaba una población censada de 6153 habitantes.
Se encuentra ubicada al suroeste del país, cerca de la costa del océano Atlántico y de la capital nacional, Nuakchot.